# Кинвран

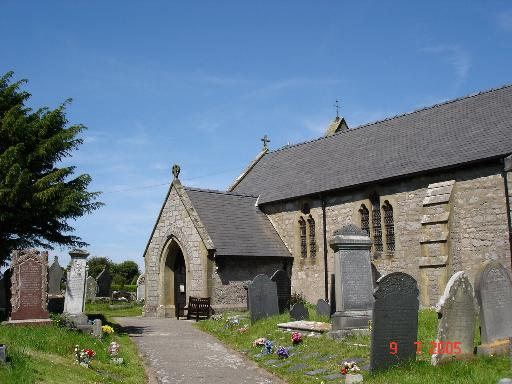
Храм св.Кинврана, Лисфаэн

Кинвран (Cynfran, V век) — Валлийский святой. День памяти — 11 ноября.
Святой Кинвран был сыном св. Брихана Брекнокского (память 6 апреля). Им был воздвигнут храм в Карнарвоншире, где находится источник святого Кинврана.

## Тропарь, глас 8
Today we rejoice, celebrating in thine honour, O Father Cyfran, and as thou hast bestowed on countless generations the miracle of healing,/
intercede with Christ our God for the healing and salvation of our souls.